# Bernardus Furmerius
Bernard Gerbrands Furmerius (Leeuwarden, 20 de Outubro de 1542 — Leeuwarden, 6 de Agosto de 1616) foi um historiador e humanista holandês. Foi aluno do historiador frísio Suffridus Petrus (1527-1597). Em 1597 foi nomeado historiador pelos estados frísios, no lugar de seu professor, posto que ocupou até a morte. 

## Publicações
- De rerum usu et abusu auctore Bernardo Furmerio Phrysio. Antuérpia, 1575 (Sobre o uso e o abuso das coisas)
- Historia Veterum Episcoporum Ultrajectinae Sedis, Et Comitum Hollandiae (1612) (Edição em latim)
- Annalium Phrisicorum Libri Tres, Franeker, 1609.
- Annalium Phrisicorum trias altera. Franeker, 1612.
- Annalium Phrisicorum trias tertia … post mortem auctoris edita a Pierio Winsemio. Ljouwert, 1617.
- Apologia Suffridi Petri ... Pro antiquitate & origine Frisiorum : cum Bernardi Gerbrandi Furmerii ... Peroratione, contra Ubbonem Emmium Fris. Gretan ... Addita est ... expedit... - Franeker, 1603
- Recht ghebruyck ende misbruyck, van tydlicke have. ... / Door D. V. Cornhert, met konstighe figuren, in koper ghesneden, ende van hem selve in dicht ghestelt; [vert. en bewerk. van... - 1610
- Bellum Salicum trimestre Provinciarum Foederatarum anni 1597. Franeker, 1598 (Knuttel 999)
- Peroratio contra Ubbonem Emmium Fris. Gretan. Scholae Gruninganae rectorem. Frentsjer, 1603. Efter: Suffridus Petri, Apologia… Frisiorum. (Werprinte Frjentsjer, 1699)
- Hyperaspistes apologiae de origine et antiquitatibus Frisiorum ad Ubbonem Emmium …. Ljouwert, 1604.
- Chronicon Iohannis de Beka … usque ad annum 1345 expletum … appendice deducta ad annum Christi 1574 auctore Suffrido Petri …Bernardus Furmerius … recensuit et notis illustravit. Franeker, 1611.
- Diarium Furnerii : dagboek van Bernardus Gerbrandi Furmerius, 1603-1615, landsgeschiedschrijver van Friesland, ynl., ed. en oerset (ú it Latyn)